# Diggers (San Francisco)
Pour les articles homonymes, voir Diggers.
Les Diggers est un collectif contre-culturel anarchiste basé à San Francisco, actif entre 1966 et 1969, animé notamment par Kenny Wisdom, alias Emmett Grogan. Issu en partie de la San Francisco Mime Troup, ce collectif s'est dissous par la suite dans plusieurs projets communautaires, communalistes et écologistes. Ce collectif est précurseur de collectifs actuels tels Food not bombs.
C'est en distribuant de la nourriture aux divers marginaux pendant la période du "Flower Power" que ce collectif a montré la cohérence de son combat ; et a probablement inspiré des actions telles que celle de Coluche pour les Restos du Cœur. C'est ce que suggère Anthony Ashbolt racontant comment une organisation commerciale locale (Haight-Ashbury Merchants Association, secondée par le HIP : Haight Independent Proprietors,  fut court-circuitée par le premier magasin gratuit ("Free Store").

## La San Francisco Mime Troup
En 1959, à San Francisco, Ron G.Davis créée la San Francisco Mime Troup, une troupe de théâtre de rue. Elle joue au chapeau dans les nombreux parcs de la ville, après avoir paradé masquée dans les rues. En effet la troupe se consacre alors à des spectacles de commedia dell'arte, forme théâtrale masquée prêtant à la caricature et à la distanciation. Ron Davis, militant proche de la Nouvelle Gauche, a étudié le mime à Paris et déjà monté des auteurs européens avec le Actors Workshop de San Francisco, mais souhaite aborder des questions politiques avec d'autres publics que ceux du théâtre en dur. 
Or pour jouer en public dans les parcs de San Francisco, il faut en demander l'autorisation en préfecture de police. L'été 1965, celle-ci refuse une représentation d' Il Candelaio de Giordano Bruno, philosophe italien de la Renaissance, la jugeant "obscène". La troupe maintient tout de même le spectacle et invite des militants et des artistes engagés à les soutenir. La police est là, mais la troupe monte sur scène et annonce jouer "pour leur plus grand plaisir" une scène d'arrestation. La police les arrête sur-le-champ, sous les huées et sous les coups de la foule. C'est une des premières formes de ce que Peter Berg et Ron Davis appellent le théâtre-guérilla.
La troupe est composée et soutenue par des militants du Free Speech Movement, des cinéastes du Newsreel, des beatniks, des artistes et autres habitants de San Francisco. Elle comptera jusqu'à 75 membres. En 1966, la troupe invite d'autres habitants, artistes et acteurs sociaux à réfléchir à la décentralisation des institutions culturelles et à la nécessité de partager la culture avec les populations défavorisées. Sur cette base est créée l'ALF, Front de Libération des Artistes, qui adresse des doléances aux pouvoirs publics et lance un festival d'arts gratuit dans divers lieux de la ville.